# Hemieuxoa glaucina
Hemieuxoa glaucina är en fjärilsart som beskrevs av Lafontaine och Mikkola. Hemieuxoa glaucina ingår i släktet Hemieuxoa och familjen nattflyn. Inga underarter finns listade i Catalogue of Life.